# 当て屋の椿
『当て屋の椿』（あてやのツバキ）は、川下寛次による日本の漫画。『ヤングアニマル』（白泉社）において、2008年（2007年No.24）から2020年No.23まで連載。その後同社のWEBコミックサイト『マンガPark』に移籍して、2020年12月11日から配信中。江戸時代を舞台に、浮世絵師である鳳仙と椿の周りで起こる怪奇事件を描く。推理するが、超常的な理由が多く、解明は困難な事件が多い。
2014年にドラマCDを発売した。

## あらすじ
時は江戸時代。春画の仕事がきっかけで猟奇殺人に巻き込まれた浮世絵師・鳳仙は、殺された女からなくなっていたものを探すため「当て屋」を訪ねる。探し物・無くし物を探し当てるという当て屋の主は一風変わった女・椿だった。二人の周囲に起きる事件は、次第に二人の過去に絡まり、陰惨の度を増していく。

## 登場人物
声優はドラマCDの出演者を記載。
椿（ツバキ）
声 - 井上麻里奈
ヒロインで探偵役。なくしたものを探し当てる、「当て屋」を営んでいる。鳳仙とは長屋が同じで、巨乳美人。
瓦版を集めており、数年分に渡るそれらを全て記憶しているほか、常人が知らないようなことをよく知っている。言動は即物的ながらも非常に聡明で、次々と難事件を解明する。酒豪。最も好むものは、何かが起こる場合に生まれる「理屈」。その理屈で世の理をねじ伏せるものを、強く警戒している。
鳳仙（ほうせん）
声 - 下野紘
絵師。本業は浮世絵師なのに、あまり評価されていない。副業の春画絵師によって生計を立てており、しかも一定の評価を得ている。女性恐怖症であり、EDかつ童貞。
元は武家の嫡男であったが、とある事件により一家は死滅。唯一生き残った彼も、お家取り潰しにより町人となった。物語は彼の視点とモノローグで進むことが多い。
篝（かがり）
声 - 西明日香
吉原の遊女であり、巫女とも呼ばれている。椿の親友。心の成長が幼子のまま止まっている。
右目を閉じることで、千里眼とも未来視ともとれる予言を行う。かなり嫉妬深く、自身の客に女がいると聞くや否や大暴れする。
竜胆（りんどう）
椿の知人で、上方訛りの残る片眼鏡の女医。行き場のない女の患者が多く集まるため、止むを得ず堕胎を行っている。薬の原料は椿が集めている。物言いが直情的。
日輪（にちりん）
竜胆の助手。大柄な男性。竜胆に惚れているようで、彼女を侮辱したり口説いたりするものは許さない。
侘助（わびすけ）
声 - 岩澤俊樹
椿や鳳仙と同じ長屋の住人。職人。女好きで欲望に忠実だがうまくいった試しがない。尻派。
菖蒲（あやめ）
侘助の妹。放埒な兄と対象的に極めてしっかり者。何故か鳳仙に対して過大評価しているフシがあり、本人と兄を困惑させている。
柳（やなぎ）
同じ長屋で暮らしている貧乏浪人。魚河岸で魚をさばいて日銭を稼いでいる。花菱に惚れている。
花菱（はなびし）
声 - 下田麻美
同じ長屋の女性。三味線の師匠。目が見えないため、相手を匂いで判別している。
イノ
元は古着問屋に奉公する湯灌場買いであったが、古着屋が潰れて行き場を失った際に、鳳仙の誘いで長屋に住まう。鳳仙のことが好きらしく、長屋に来てからは何かと彼の世話をする。
顔に大きな斜め十字の傷があり、これにより言葉が吃音となる。

## 書誌情報
- 川下寛次 『当て屋の椿』 白泉社〈ジェッツコミックス・ヤングアニマルコミックス[1]〉、既刊17巻（2021年3月29日現在）
  1. 2008年12月29日初版発行（2008年12月24日発売）、ISBN 978-4-592-14581-3
  2. 2009年8月5日初版発行（2009年7月29日発売）、ISBN 978-4-592-14582-0
  3. 2009年12月29日初版発行（2009年12月24日発売）、ISBN 978-4-592-14583-7
  4. 2010年9月5日初版発行（2010年8月27日発売）、ISBN 978-4-592-14584-4
  5. 2011年5月27日発売、ISBN 978-4-592-14585-1
  6. 2012年3月29日発売、ISBN 978-4-592-14586-8
  7. 2012年12月26日発売、ISBN 978-4-592-14587-5
  8. 2013年8月29日発売、ISBN 978-4-592-14588-2
  9. 2014年4月28日発売、ISBN 978-4-592-14589-9
    - ドラマCDつき限定版、ISBN 978-4-592-14137-2

  10. 2014年11月28日発売、ISBN 978-4-592-14590-5
  11. 2015年6月29日発売、ISBN 978-4-592-14646-9
  12. 2016年2月29日発売、ISBN 978-4-592-14647-6
  13. 2016年9月29日発売、ISBN 978-4-592-14658-2
  14. 2017年4月28日発売、ISBN 978-4-592-14659-9
  15. 2018年1月29日発売、ISBN 978-4-592-16145-5
  16. 2020年6月26日発売、ISBN 978-4-592-16146-2
  17. 2021年3月29日発売、ISBN 978-4-592-16147-9